# Vinhais
Vinhais es un municipio portugués perteneciente al distrito de Braganza, en la región de Trás-os-Montes (Norte) y la comunidad intermunicipal Tierras de Trás-os-Montes, con cerca de 2400 habitantes. El municipio cuenta con 694,68 km² de área y 7728 habitantes (2021), subdividido en veintiséis freguesias.

## Geografía
Limita al norte y al oeste con España, al este con el municipio de Braganza, al sur con Macedo de Cavaleiros y Mirandela y al oeste con Valpaços y Chaves.

## Demografía
| Gráfica de evolución demográfica de Vinhais entre 1864 y 2021 |
|                                                               |
| Datos según el nomenclátor publicado por el INE portugués.    |

## Organización territorial
El municipio de Vinhais está formado por veintiséis freguesias:
- Agrochão
- Candedo
- Celas
- Curopos e Vale de Janeiro
- Edral
- Edrosa
- Ervedosa
- Moimenta e Montouto
- Nunes e Ousilhão
- Paçó
- Penhas Juntas
- Quirás e Pinheiro Novo
- Rebordelo
- Santalha
- Sobreiró de Baixo e Alvaredos
- Soeira, Fresulfe e Mofreita
- Travanca e Santa Cruz
- Tuizelo
- Vale das Fontes
- Vila Boa de Ousilhão
- Vila Verde
- Vilar de Lomba e São Jomil
- Vilar de Ossos
- Vilar de Peregrinos
- Vilar Seco de Lomba
- Vinhais

## Historia

### Prehistoria
La ocupación humana de este territorio data de tiempos ancestrales, tal como se puede verificar por los numerosos vestigios arqueológicos que se pueden encontrar en esta región: inscripciones rupestres, edificaciones de tipo dolménico y fortificaciones castreñas. Estas antigüedades están descritas por el abad del monasterio de Miragaia:

O chão desta vila e desta paróquia foi ocupado desde tempos remotíssimos, como se infere da lenda ou história da igreja de S. Facundo, que a tradição diz ter sido fundada no tempo dos Godos. (...) También por aquí se demoraram os Romanos, pois ao norte da vila, no monte da Vidueira, se encontraram em 1872 muitas moedas romanas bem conservadas (...).

En Vinhais se encontró una lápida con la siguiente inscripción: JOVI / O.M. / LOVIIS / IAIIX / VOTO / LAP (Lovesia dedicó por voto y con generoso ánimo al gran Júpiter).

### Edad Media
A mediados del siglo XIII surgió, por primera vez, una referencia a Vinhais en un documento donado al monasterio leonés de San Martín de Castañeda: in villa que vocitant Villar de Ossus in territorio Vinales. En esta época, Vinhais era un topónimo, sino que designaba a una región en lugar de a un territorio o un lugar determinado.
Se piensa que la primera población de Vinhais se construyó en la margen derecha del río Tuela, más al norte del sitio actual, en los que hoy se denominan monte da Vidueira y Serra da Coroa. Estas suposiciones se justifican por la aparición de monedas romanas, vestigios de edificaciones de la antigua ciudad romana de Veniatia y de la vía militar romana que unía Braga y Astorga (Asturica Augusti).
Vinhais fue, primitivamente, un castro de población galaica, transformado por los romanos en un castro galaicorromano, con la fortaleza (oppidum). Ciertamente, los suevos y los visigodos cercaron las localidades mediante murallas y con la expulsión de los musulmanes, Vinhais acabó arrasada.
Vinhais recibió una carta foral de Alfonso III el día 20 de mayo de 1253, el cual fue otorgado por el monarca Manuel III el 4 de mayo de 1512.
Cuando Juan I de Castilla invadió Portugal, en el año 1384 debido a la crisis de sucesión generada por la muerte de D. Fernando, el castillo de Vinhais fue uno de los muchos que mostraba la bandera castellana, rehusando de esta forma la obediencia al Maestro de Avis futuro Juan I de Portugal.

### Época moderna
En el siglo XVII, Vinhais sufrió bastante con la Guerra de la Restauración, debido a la localización geográfica, tal como cuenta Pinho Leal en la célebre obra Portugal Antigo e Moderno:

Em 1666, achando-se em Lisboa o III conde de S. João da Pesqueira (futuro 1º Marquês de Távora, criado por D. Pedro II Regente, de 7 de Janeiro de 1670), governador de Entre Douro e Távora (...). entretanto, o general galego D. BALTAZAR PANTOJA, pôs a ferro e fogo a província de Trás-os-Montes. Em 1 de Julho 1666 entrou por Montalegre, no dia 13 de Julho caíu sobre Chaves, no dia 14 de Julho os lugares de Faiões e Santo Estêvão, defendidos pelo sargento-mór ANTÓNIO DE AZEVEDO DA ROCHA, cometendo barbaridades. Recolhendo-se D. BALTAZAR PANTOJA a Monterey, praça galega ao Norte de Verim, e passados poucos dias volveu sobre Portugal, entrando por Monforte, veio pôr cerco a Vinhais, cercando com o seu exército o castelo, que era defendido pelo governador ESTÊVÃO DE MARIS, com os habitantes da vila e mais 50 auxiliares.

Este acontecimiento quedó inmortalizado en una inscripción que, aún hoy, se puede ver en la pared de una casa que el defensor de Vinhais (Estêvão de Maris) hizo:

ESTÊVÃO DE MARIS, GOVERNADOR DES / TA VILA DE VINHAIS, Fº DE Rº DE MORAIS DE TIO / ZELO, MANDOV FAZER ESTAS CASAS / NA E. DE MDCCVI (?) QUANDO PANTOXA / G L DO EXÉRCITO DE GALIZA COM O / MAIOR Q. SE VIO NESTA PROVINCIA / E LHE DEFENDEO A MVRALHA CÕ / A GENTE NOBRE DA VILA E POV / QVA MAIS DE GRÃ E CÕ PERDER MVTÃ / LEVANTOU O SITIO E QUEIMOU AS / CASAS QUE FICAVÃO FORA DA MVRALHA

## Turismo
Actualmente, Vinhais se distingue por los verde paisajes llenos de naturaleza y vegetación que le han valido el apodo de Sintra Transmontana.